# 伊娃 (南卡罗来纳州)
伊娃（英文：Iva），是美国南卡罗来纳州下属的一座城市。城市类型是“Town”。其面积大约为0.9平方英里（2.32平方公里）。根据2010年美国人口普查，该市有人口1,218人，人口密度约为每平方 英里1,360.89人（约合每平方公里525.46人）。